# Neoscinella fuscipalpis
Neoscinella fuscipalpis är en tvåvingeart som först beskrevs av Becker 1912.  Neoscinella fuscipalpis ingår i släktet Neoscinella och familjen fritflugor.
Artens utbredningsområde är Washington. Inga underarter finns listade i Catalogue of Life.